# قصر أبو جفان
قصر أبو جفان، واحد من القصور الأثرية في محافظة الخرج.

## تاريخ البناء
بُني هذا القصر سنة 1366هـ بناءً على رغبة الملك عبدالعزيز آل سعود بعد دخوله منطقة الأحساء، ويعتبر من القصور التي دخل في بنائها مواد البيئة المحلية مثل الأشجار والطين والماء والأخشاب.

## سبب التسمية
تعود التسمية بهذا الاسم إلى وجود ماء أبوجفان الذي يعتبر من الموارد المائية القديمة وهو من موارد قبيلة الغييثات من الدواسر في منطقة العرمة الجنوبية، ويرده المسافرون من الرياض إلى الأحساء، وقد مر عليه الملك عبد العزيز بعد أن خرج من الاحساء قاصداً مدينة الرياض؛ فأقام فيه الملك عبد العزيز يوم العيد ومكث ثلاثة ايام وكانت قبيلة الدواسر مخيمة عند مورد ابو جفان ، ونزول الملك عبدالعزيز ومن معه اثناء قدومهم لفتح الرياض على ابوجفان وهو من موارد الغييثات الدواسر وماحصل بينه وبين شيخ الغييثات وقيان ذكره الشيخ محمد بن عبدالله بن عبداللطيف ال الشيخ في الروايات الشفوية عن فتح الرياض المحفوظة لدى دارة الملك عبدالعزيز وحاصر الغييثات الدواسر الرياض بأمر من الملك عبدالعزيز أثناء أقتحامه هو وأبناء عمه قصر المصمك وماكان للناس بد إلا مبايعة الملك عبدالعزيز .

## موقع القصر
بُني القصر على ضفاف وادي أبو جفان في الصحراء بين الخرج والرياض والأحساء، حيث يقع أبو جفان جنوب العرمة، وعدد أباره خمسة وعشرين بئراً وهي من موارد قبيلة الغييثات من الدواسر وأشهرها بئر تُدعى القموص وهي بئر ال نصار شيوخ قبيلة الغييثات من الدواسر ، والطريق الذي يمر من أبو جفان يدعى مزاليج ثم أصبح أول الطرق في عهد السيارات، وفي هذا المنهل قصر بناه الملك عبد العزيز من أجل تخزين المواد الغذائية التي تقطع بها الأبل الدهناء، وتضعها في هذا القصر، وتقوم السيارات بنقل هذه المواد إلى الرياض.
وهذا المنهل : «يقع شمال شرق الخرج ويبعد حوالي 80 كيلومتراً، وقد بني في عهد الملك عبد العزيز سنة 1366هـ وذلك لحماية موارد المياه وكاستراحة للحجاج باعتباره موقعاً مهماً للتبادل التجاري بين المنطقتين الشرقية والوسطى».

## محتوى القصر
يتكون مبنى القصر من ثلاثة أجزاء رئيسية دور أرضي وسطح وفناء مستطيل الشكل
- الواجهات بنيت هذه الواجهات بطريقة هندسية يبرز جدران القصر الخارجية، وقد نُفذت فتحات النوافذ بالواجهات بطريقة عملية لتتناسب مع البيئة المحلية.
- المداخل للقصر مدخلان رئيسيان الأول المدخل الشرقي والذي تفصل بينه وبين وادي أبو جفان مرتفعات جبال العرمة الجنوبية، ويؤدي هذا المدخل إلى الفناء الداخلي للقصر مباشرة، والمدخل الثاني من الجهة الشمالية والذي يستخدمه المقيمون في القسم الغربي من القصر، وكلا المدخلين عليهما باب خشبي كبير مزين بالزخارف النباتية والهندسية.
- الفناء يتواجد في القصر فناء مستطيل الشكل مكشوف، يحيط به غرف شمالية وغرف جنوبية، وتطل على الفناء مداخله الرئيسية، ويعتبر الفناء مركز إشعاع وإتصال بين أقسام القصر المختلفة.
- مياه القصر يتواجد خلف القصر بئر مطوية قديمة يطلق عليها اسم القموص، وهذه البئر تزود القصر بحاجته من الماء، ويستخدم الدلاء في استخراج الماء منها لأغراض القصر المتعددة مثل الشرب والغسيل.
- الحوائط بُني الجزء السفلي من الجدران بالحجر الجيري الطبيعي، وقد روعي بأن يتم الربط في أساسات القصر بمونة طبينية لتلافي تواجد الفراغات التي قد تحدث بسبب عدم انتظام أسطح الأحجار.
- اللياسة المواد المصنوعة في بناء القصر الطين المخلوط بالتبن والذي يغطي جوانب الأبواب والنوافذ، والجص الذي يغطي نهايات الجدران، وتتكون اللياسة من طبقة بطانة بيضاء اللون لتغطية الشروخ واللحامات وآثار المشاش الطيني.
- الغرف يحتوي القصر على العديد من الغرف الموزعة على الدور الأرضي، وتختلف احجامها واشكالها تبعاً لوظيفة الغرفة، كما تميزت غرف القسم الحنوبي من القصر بكثرة الأعمدة، أما غرف القسم الشمالي فقد تميزت باشتمالها على لوازم الضيافة من الوجار والكمار لإعداد القهوة والشاي.
- المجالس يحتوي القصر على عدد من المجالس المعدة للجلوس واستقبال الضيوف، فالجهة المخصصة لذلك هي المجالس الواقعة في الجهة الشمالية من القصر، وكل مجلس يحتوي على وجار وكمار لإعداد القهوة والشاي.
- الخدمات يشتمل القصر على العديد من الخدمات من أبرزها سلالم الدرج المؤدية للسطح والآبار الخارجية، والمصباح الشرقي والفرن الخارجي.
- الزخارف ترتكز الزخارف في الجدران وأخشاب الأبواب والنوافذ والأسقف العلوية للقصر، وتتألف الزخارف من النباتات الهندسية مثل الدوائر والأقواس والمثلثات والخطوط المتكسرة والأوراق النباتية والورود، كما تعلو الشرفات الزخارف الإنشائية.[6]

## انظر ايضاً
- عبدالعزيز آل سعود
- قصر المصمك
- قصر صاهود

## وصلات خارجية
- قصر أبو جفان.. مصدر «المراقبة والتمويل» لجيوش التوحيد.
- ابوجفان التاريخي.